# Karamixevo
Karamixevo (en rus: Карамышево) és un poble de l'óblast de Lípetsk, a Rússia, que el 2013 tenia 1.191 habitants. Pertany al districte rural de Griazi.